# Tamnay-en-Bazois
Tamnay-en-Bazois là một xã của tỉnh Nièvre, thuộc vùng Bourgogne-Franche-Comté, miền trung nước Pháp.